# Collinsville (Connecticut)
Pour les articles homonymes, voir Collinsville.
Collinsville est un village de la ville de Canton située dans le comté de Hartford, dans l'État du Connecticut aux États-Unis. Lors du recensement de 2000, Collinsville avait une population totale de 2 686 habitants.

## Géographie
Selon le Bureau du Recensement des États-Unis, la superficie de la ville est de 9,2 km2, dont 8,1 km2 de terres et 1,1 km2 de plans d'eau (soit 11,79 %).

## Démographie
D'après le recensement de 2000, il y avait 2 686 habitants, 1 080 ménages, et 723 familles dans la ville. La densité de population était de 336,7 hab/km2. Il y avait 1 128 maisons avec une densité de 141,4 maisons/km2. La décomposition ethnique de la population était : 97,54 % blancs ; 0,56 % noirs ; 0,07 % amérindiens ; 0,48 % asiatiques ; 0,00 % natifs des îles du Pacifique ; 0,30 % des autres races ; 1,04 % de deux ou plus races. 1,60 % de la population était hispanique ou Latino de n'importe quelle race.
Il y avait 1 080 ménages, dont 32,8 % avaient des enfants de moins de 18 ans, 51,9 % étaient des couples mariés, 11,3 % avaient une femme qui était parent isolé, et 33,0 % étaient des ménages non-familiaux. 26,5 % des ménages étaient constitués de personnes seules et 5,2 % de personnes seules de 65 ans ou plus. Le ménage moyen comportait 2,40 personnes et la famille moyenne avait 2,91 personnes.
Dans la ville la pyramide des âges était 24,3 % en dessous de 18 ans, 5,0 % de 18 à 24, 31,9 % de 25 à 44, 26,2 % de 45 à 64, et 12,6 % qui avaient 65 ans ou plus. L'âge médian était 39 ans. Pour 100 femmes, il y avait 91,4 hommes. Pour 100 femmes de 18 ans ou plus, il y avait 87,1 hommes.
Le revenu médian par ménage de la ville était 60 690 dollars US, et le revenu médian par famille était $66 550. Les hommes avaient un revenu médian de $44 414 contre $37 679 pour les femmes. Le revenu par habitant de la ville était $29 050. 1,5 % des habitants et 1,4 % des familles vivaient sous le seuil de pauvreté. 2,3 % des personnes de moins de 18 ans et 0,0 % des personnes de plus de 65 ans vivaient sous le seuil de pauvreté.